# (10) Hygiea
(10) Hygiea – duża planetoida krążąca w pasie planetoid w Układzie Słonecznym, czwarta pod względem objętości i masy w pasie głównym. Posiada nieco wydłużony kształt, wymiary 350–500 km i masę szacowaną na 2,9% łącznej masy pasa planetoid; jest to największe ciało z klasy ciemnych planetoid typu C z węglistą powierzchnią.
Mimo swoich rozmiarów obserwowana z Ziemi Hygiea jest bardzo słabo świecącym obiektem. Jest to spowodowane ciemną barwą jej powierzchni i odległością od Słońca, większą niż średnia dla planetoid pasa głównego. Z tego powodu astronomowie zaobserwowali kilka mniejszych planetoid wcześniej, zanim 12 kwietnia 1849 Annibale de Gasparis odkrył Hygieę. W większości opozycji Hygiea ma obserwowaną wielkość gwiazdową o 4m większą niż Westa i jest widoczna przez teleskop optyczny o średnicy co najmniej 100 mm. Jednak gdy opozycja przypada w peryhelium jej orbity, może być widoczna przez lornetkę 10×50.

## Odkrycie i nazwa
Hygieę odkrył Annibale de Gasparis 12 kwietnia 1849 roku w Neapolu w dzisiejszych Włoszech. Była to pierwsza z dziewięciu odkrytych przez niego planetoid. Dyrektor obserwatorium neapolitańskiego, Ernesto Capocci, nazwał tę planetoidę Igea Borbonica („Hygieia Burbonów”) na cześć dynastii panującej w Królestwie Obojga Sycylii, w którym znajdował się wówczas Neapol.

Jednak już w 1852 John Russell Hind napisał: 

jest powszechnie nazywana Hygeia, niepotrzebny dodatek ‘Borbonica’ jest pomijany.

Nazwa pochodzi od Higiei, greckiej bogini uosabiającej zdrowie, córki Asklepiosa (rzymskiego Eskulapa). W dziewiętnastym wieku często spotykana była pisownia Hygeia, na przykład w czasopiśmie Monthly Notices of the Royal Astronomical Society.

## Charakterystyka fizyczna

Rozmiary pierwszych 10 odkrytych planetoid w porównaniu z Księżycem (w tle). Hygiea pierwsza z prawej.

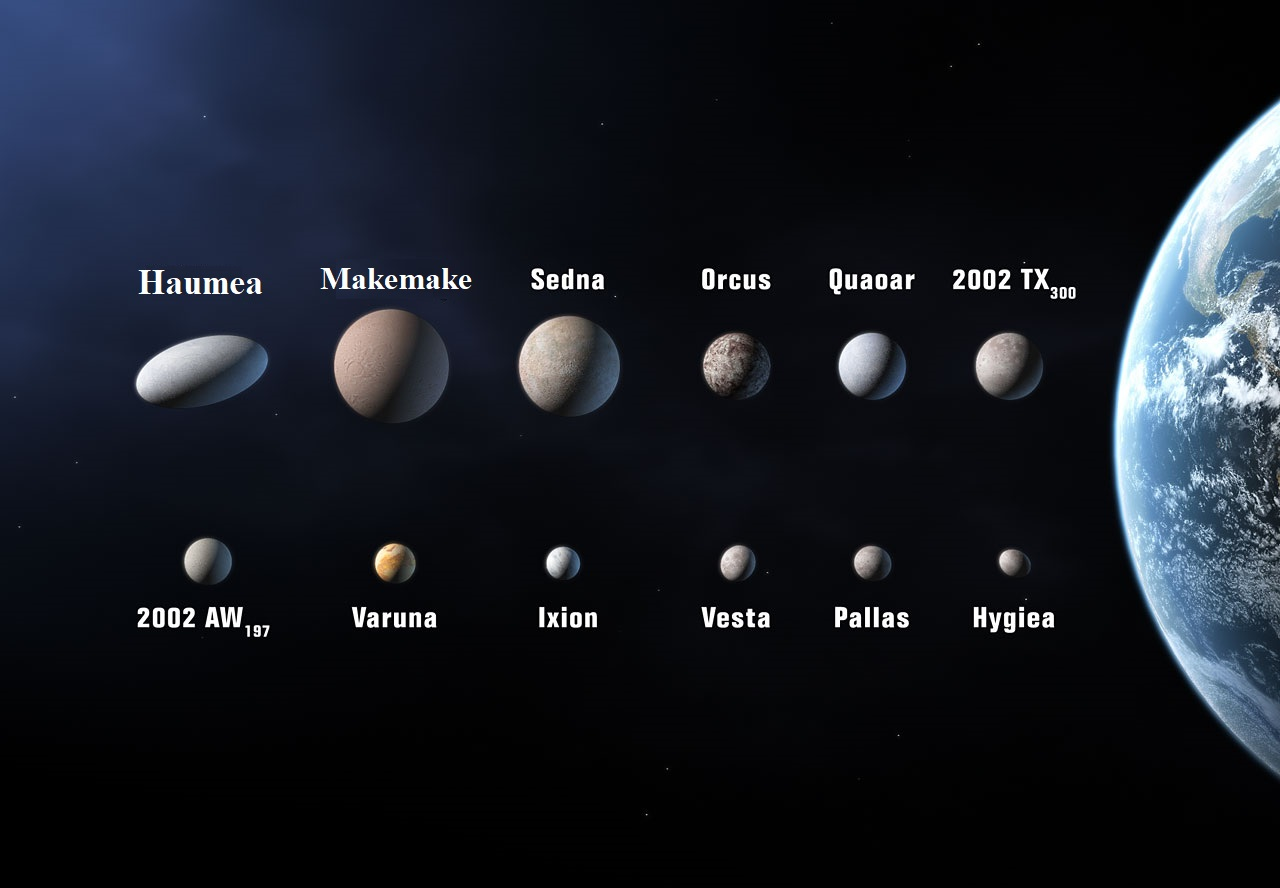
Robocza propozycja definicji planety z 2006 uwzględniała Hygieę jako kandydatkę na planetę

Na podstawie analizy spektralnej powierzchni Hygieę uważa się za zbudowaną z pierwotnej materii zawierającej proste związki węgla, podobnej w składzie do meteorytów z grupy chondrytów węglistych. Na jej powierzchni wykryto minerały uwodnione, co może wskazywać na obecność w przeszłości lodu wodnego, który był poddany wystarczającemu ogrzewaniu, aby się stopić. Prymitywny skład powierzchni wskazuje, że Hygiea nie uległa stopieniu we wczesnym okresie formowania się Układu Słonecznego, w przeciwieństwie do innych dużych planetozymali, takich jak ten, z którego powstała (4) Westa.
Jest to największe ciało rodziny planetoidy Hygiea i zawiera niemal całą masę (ponad 90%) tej rodziny. Jest to też największy obiekt wśród ciemnych planetoid klasy C, które dominują w zewnętrznym pasie planetoid, rozciągającym się poza przerwą Kirkwooda leżącą 2,82 j.a. od Słońca. Hygiea wydaje się mieć kształt znacznie spłaszczonej elipsoidy obrotowej, o średniej średnicy 444 ± 35 km oraz stosunku osi 1,11. Wydłużenie to jest o wiele większe niż u innych obiektów z „wielkiej czwórki” planetoid z pasa głównego, którą stanowią oprócz Hygiei: (2) Pallas, (4) Westa i planeta karłowata Ceres. Hygiea jest najmniejszą z tych czterech i, podobnie jak Ceres, ma stosunkowo niską gęstość, co bardziej upodabnia ją do lodowych księżyców Jowisza lub Saturna niż planet grupy ziemskiej, czy też planetoid kamiennych.
Choć jest największym ciałem w swoim obszarze, ze względu na jej ciemną powierzchnię i odległość od Słońca większą niż średnia dla planetoid pasa głównego, przy obserwacjach z Ziemi Hygiea wydaje się bardzo słaba. Spośród pierwszych dwudziestu trzech odkrytych planetoid jest trzecia od końca pod względem jasności; tylko (13) Egeria i (17) Thetis mają większą średnią wielkość gwiazdową w opozycji. W większości opozycji Hygiea ma magnitudo około 10,2, o około cztery wielkości więcej niż Westa, a jej obserwacja wymaga teleskopu o średnicy co najmniej 100 mm. Jednakże w opozycji przypadającej na peryhelium orbity planetoidy, Hygiea może być dużo jaśniejsza, osiągając wielkość gwiazdową nawet 8,6m. To pozwala obserwować ją przez lornetkę 10×50.
Co najmniej 5 okultacji gwiazd przez Hygieę było obserwowanych przez astronomów, ale wszystkie przez najwyżej kilku niezależnych obserwatorów, przez co uzyskano niewiele wiadomości o jej kształcie. Obserwacje przy użyciu Kosmicznego Teleskopu Hubble’a wykluczyły obecność jakichkolwiek orbitujących towarzyszy o średnicy większej niż 16 km.
W publikacji w Nature Astronomy z 2019 r. zespół astronomów przedstawił badania, z których wynika, że Hygiea jest niemal idealnie sferyczna, co pozwalałoby zakwalifikować ją do kategorii planet karłowatych.

## Orbita i obrót

Ruch orbitalny Hygiei względem Jowisza w obracającym się układzie odniesienia; Jowisz zatacza w nim małą fioletową pętlę (u góry po prawej)

Orbita Hygiei (animowana) w porównaniu z orbitami planet wewnętrznych i Jowisza

Właściwości Hygiei są najsłabiej poznane spośród obiektów „wielkiej czwórki” pasa planetoid. Jej orbita przebiega znacznie bliżej płaszczyzny ekliptyki niż Ceres, Pallas lub Interamnii, ale jest bardziej eliptyczna niż w przypadku Ceres lub Westy, z mimośrodem około 12%. Jej peryhelium ma bardzo podobną długość ekliptyczną do peryhelium Westy i podobną do peryhelium Ceres, ale jej węzły wstępujący i zstępujący są położone odwrotnie niż dla tych obiektów. Choć jej peryhelium jest bardzo blisko średnich odległości Ceres i Pallas, kolizja Hygiei i jej większych towarzyszek jest niemożliwa, ponieważ przy równej odległości od Słońca są zawsze po przeciwnych stronach ekliptyki. W 2056 r. Hygiea zbliży się na odległość 0,026 j.a. od Ceres, a następnie w 2063 przejdzie w odległości 0,020 j.a. od Pallas. W aphelium Hygiea dociera do zewnętrznego skraju pasa planetoid, osiągając peryhelia planetoid z rodziny Hildy, które krążą w rezonansie 3:2 z Jowiszem. Wpływ przyciągania Hygiei jest uwzględniany przez Minor Planet Center przy obliczeniu perturbacji orbit mniejszych ciał.
Hygiea rotuje wolno – na jeden obrót potrzebuje 13,828 godzin, podczas gdy dla dużych planetoid typowe są wartości od 6 do 12 godzin. Jej kierunek obrotu jest w chwili obecnej niepewny ze względu na dwojaką możliwość interpretacji krzywej blasku, którą utrudnia długi okres obrotu: w ciągu pojedynczych nocy teleskop w najlepszym razie zaobserwuje tylko część pełnego obrotu; uważa się, że obrót może być wsteczny. Analiza krzywej blasku wskazuje, że biegun obrotu Hygiei wskazuje kierunek o współrzędnych ekliptycznych (β, λ) = (30°, 115°) lub (30°, 300°) z niepewnością 10°. W obu przypadkach oznacza to nachylenie osi około 60°.